# Harry Thuku

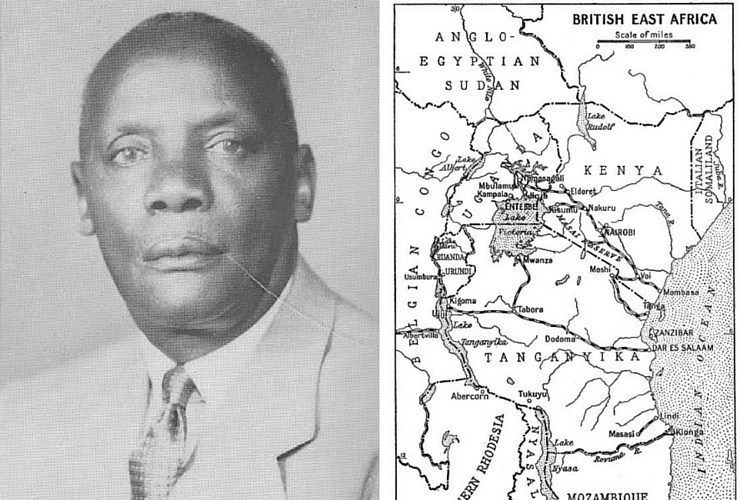
Harry Thuku-Banner

Harry Thuku (* 1895; † 1970) war ein kenianischer Politiker, der in den 1920er Jahren aktiv die politische Opposition gegen die britische Kolonialherrschaft mitbestimmte. Nach seiner Inhaftierung 1922 wurde er zum Symbol und Helden der frühen antikolonialen Widerstandsbewegungen. Später entfernte er sich von kolonialkritischen Standpunkten, als erfolgreicher Landwirt sprach er sich dezidiert gegen die Mau-Mau-Bewegung aus.

## Kindheit und Jugend
Harry Thuku wurde als Sohn einer wohlhabenden Kikuyu-Familie geboren. Er gehörte zu den ersten Schülern einer Missionsschule in Kenia. Er besuchte die Missionsschule in Kambui und wurde von einem Missionar in der Hoffnung betreut, er möge später selbst in den Kirchendienst eintreten. Mit 16 Jahren verließ er die Mission und arbeitete in Nairobi für die Standard Bank of South Africa. Noch im gleichen Jahr wurde er wegen einer Veruntreuung verurteilt und für zwei Jahre inhaftiert.
Nach seiner Freilassung begann Thuku 1914 bei der Zeitung The Leader of British East Africa zu arbeiten. Diese Tätigkeit weitete nicht nur seinen politischen Horizont beträchtlich, sondern er verbesserte auch seine Englischkenntnisse immens.

## Erste politische Aktivitäten
1918 begann Thuku als Telefonist bei der Finanzverwaltung zu arbeiten. Während dieser Zeit begegnete er einer Reihe von indischen Politikern, die sich während dieser Zeit für die Rechte der Inder in dem Protektorat einsetzten. Außerdem lernte er in Nairobi eine Reihe von gebildeten Afrikanern kennen, die seine Vorbehalte gegen die Ausgrenzung der Afrikaner aus der kolonialen Gesellschaft teilten. Gemeinsam mit ihnen gründete Thuku 1921 die Young Kikuyu Association, die kurz darauf in East African Association umbenannt wurde.
Die Organisation wandte sich gegen die hohe Besteuerung der Afrikaner und trat gegen das Kipande-System ein. 1921 schickte Thuku über das Telefon an seinem Arbeitsplatz eine Beschwerde über die Behandlung der Afrikaner in der Kolonie an den britischen Premierminister. Im März 1922 wurde Thuku verhaftet und zu einer Verbannungszeit verurteilt.

## Thuku als Galionsfigur der antikolonialen Bewegung
Während der Zeit seiner Verbannung, die er im Norden Kenias verbrachte, wurde Thuku zum Helden der sich nachfolgend gründenden politischen Organisationen. Die Kikuyu Central Association, die ähnliche Ziele verfolgte wie Thuku in der East African Association, stilisierte Thuku zu einer Märtyrerfigur, in deren Namen der Kampf für ein menschenwürdiges Leben der Afrikaner in der Kolonie weitergeführt wurde. Eine kikuyusprachige Zeitschrift erinnerte in jeder Ausgabe an seinen Kampf, deren Tradition weiter geführt werden müsse.